# Ejido Cañada Colotla
Ejido Cañada Colotla är en ort i Mexiko.   Den ligger i kommunen Pantepec och delstaten Puebla, i den sydöstra delen av landet, 180 km nordost om huvudstaden Mexico City. Ejido Cañada Colotla ligger 207 meter över havet och antalet invånare är 681.
Terrängen runt Ejido Cañada Colotla är huvudsakligen kuperad, men åt nordost är den platt. Runt Ejido Cañada Colotla är det ganska tätbefolkat, med 52 invånare per kvadratkilometer. Närmaste större samhälle är Pisaflores, 4,9 km norr om Ejido Cañada Colotla. Omgivningarna runt Ejido Cañada Colotla är en mosaik av jordbruksmark och naturlig växtlighet.